# Joan Littlewood
Joan Littlewood, född 6 oktober 1914 i Stockwell, London, död 20 september 2002 i London, var en brittisk teaterledare, chef för experimentscenen Theatre Workshop mellan 1945 och 1961.
Hennes teatersällskap grundades för en arbetarpublik, och spelade oftast i Londons East End. Flera av hennes mest uppseendeväckande föreställningar, som Brendan Behans Gisslan och Shelagh Delaneys Doft av honung överfördes senare till teatrarna i West End. Som regissör och medförfattare skapade hon den satiriska revykomedin Oh, What a Lovely War!